# Paris-Roubaix Espoirs
Paris-Roubaix Espoirs er U23-udgaven af det klassiske cykelløb Paris-Roubaix som arrangeres med mål på Vélodrome André-Pétrieux i Roubaix. Det blev arrangeret første gang i 1967 som et amatørløb. I 1995 blev det et U23-løb, og siden 2005 har det været en del af UCI Europe Tour med kategori 1.2U. 

## Vindere
| År   | Vinder                       | Toer                       | Treer                |        |
| ---- | ---------------------------- | -------------------------- | -------------------- | ------ |
| 1967 | Georges Pintens              | Patrick Charron            | Walter Ricci         |        |
| 1968 | Alain Vasseur                | Robert Bouloux             | Gérard Briend        |        |
| 1969 | Roger Desmaret               | Régis Delépine             | Robert Mintkiewicz   |        |
| 1970 | Enzo Mattioda                | Peter Van Straalen         | Michel Roques        |        |
| 1971 | Louis Verreydt               | Marcel Sannen              | Antoine Bauwens      |        |
| 1972 | Yvan Benaets                 | Louis Verreydt             | Antoine Bauwens      |        |
| 1973 | Patrick Béon                 | Claude Behué               | René Dillen          |        |
| 1974 | Marc Steels                  | Christian Despierres       | Carlos Cuyle         |        |
| 1975 | Pol Verschuere               | Guy Brignet                | Rachel Dard          |        |
| 1976 | Gérard Simonnot              | Jean-Raymond Toso          | Jacques Stablinski   |        |
| 1977 | Michel Lloret                | Alain Deloeuil             | Paul Sherwen         |        |
| 1978 | Alfons De Wolf               | Ronny Claes                | Alan Van Heerden     |        |
| 1979 | Marc Madiot                  | Olivier Vantielcke         | Daniel Amardeilh     |        |
| 1980 | Stephen Roche                | Dirk Demol                 | Michel Larpe         |        |
| 1981 | Kenny De Maerteleire         | Alain Deloeuil             | Reimund Dietzen      |        |
| 1982 | Rudy Rogiers                 | Alain Deloeuil             | Allan Peiper         |        |
| 1983 | Frank Verleyen               | Bruno Wojtinek             | Pascal Campion       |        |
| 1984 | Thierry Marie                | Ludo Adriaensen            | Denis Poisson        |        |
| 1985 | Christian Chaubet            | Bernard Richard            | Vincent Thorey       |        |
| 1986 | Vincent Thorey               | Carlos Malfait             | Pascal Campion       |        |
| 1987 | Franck Boucanville           | Marc Assez                 | Bertrand Zielonka    |        |
| 1988 | Laurent Bezault              | Nico Roose                 | Fabian Pantaglou     |        |
| 1989 | Frédéric Moncassin           | Didier Faivre-Pierret      | Andrzej Pozak        |        |
| 1990 | Thierry Gouvenou             | Sławomir Krawczyk          | Olaf Lurvik          |        |
| 1991 | Eric Larue                   | Stéphane Cueff             | Czesław Rajch        |        |
| 1992 | Pascal Chanteur              | Jimmy Delbove              | Czesław Rajch        |        |
| 1993 | Marek Leśniewski             | Hervé Boussard             | Marc Hibou           |        |
| 1994 | Kurt Dhont                   | Frédéric Guesdon           | Michel Lallouët      |        |
| 1995 | Damien Nazon                 | Michel Lallouët            | Thierry Bricaud      |        |
| 1996 | Dany Baeyens                 | Nicolas Marchal            | Christophe Barbier   |        |
| 1997 | Marc Chanoine                | László Bodrogi             | Günther Stockx       |        |
| 1998 | Thor Hushovd                 | Geoffrey Demeyere          | Moris Sammassimo     |        |
| 1999 | Sébastien Joly               | Stéphane Krafft            | Markus Wilfurth      |        |
| 2000 | Eric Baumann                 | Thomas Voeckler            | Tom Boonen           |        |
| 2001 | Jaroslav Popovytj            | Volodymyr Bileka           | Lorenzo Bernucci     |        |
| 2002 | Michail Viktorovich Timoshin | Yannick Talabardon         | Michael Blanchy      |        |
| 2003 | Sergej Lagutin               | Steven De Decker           | Robby Meul           |        |
| 2004 | Koen de Kort                 | Bas Giling                 | Wouter Weylandt      |        |
| 2005 | Dmitrij Kosontjuk            | Johnny Hoogerland          | Dries Van der Ginst  |        |
| 2006 | Tom Veelers                  | Kristoffer Gudmund Nielsen | Pieter Vanspeybrouck |        |
| 2007 | Damien Gaudin                | Guillaume Blot             | Danilo Wyss          |        |
| 2008 | Coen Vermeltfoort            | Giorgio Brambilla          | Laurent Beuret       |        |
| 2009 | Taylor Phinney               | Nikola Aistrup             | Giorgio Brambilla    |        |
| 2010 | Taylor Phinney               | Jens Debusschere           | Fabien Taillefer     |        |
| 2011 | Ramon Sinkeldam              | Jasper Stuyven             | Jacob Rathe          |        |
| 2012 | Bob Jungels                  | Yves Lampaert              | Thomas Scully        |        |
| 2013 | aflyst                       | aflyst                     | aflyst               | aflyst |
| 2014 | Mike Teunissen               | Tyler Williams             | Bas Tietema          |        |
| 2015 | Lukas Spengler               | Jenthe Biermans            | Hugo Hofstetter      |        |
| 2016 | Filippo Ganna                | Jenthe Biermans            | Hamish Schreurs      |        |
| 2017 | Nils Eekhoff                 | Guillaume Millasseau       | Jordi Warlop         |        |
| 2018 | Stan Dewulf                  | Julius van den Berg        | Thymen Arensman      |        |
| 2019 | Tom Pidcock                  | Johan Jacobs               | Jens Reynders        |        |
| 2020 | aflyst                       | aflyst                     | aflyst               | aflyst |
| 2021 | aflyst                       | aflyst                     | aflyst               | aflyst |
| 2022 | aflyst                       | aflyst                     | aflyst               | aflyst |
| 2023 | Tijl De Decker               | Gil Gelders                | Robin Orins          |        |
| 2024 | Tim Torn Teutenberg          | Robert Donaldson           | Robin Orins          |        |
| 2025 | Albert Withen Philipsen      | Jakob Söderqvist           | Senna Remijn         |        |